# Rachele Barbieri
Rachele Barbieri (Pavullo nel Frignano, 21 de febrero de 1997) es una deportista italiana que compite en ciclismo en las modalidades de pista y ruta.
Ganó dos medallas en el Campeonato Mundial de Ciclismo en Pista, en los años 2017 y 2022, y siete medallas de plata en el Campeonato Europeo de Ciclismo en Pista entre los años 2020 y 2022.
Además, obtuvo una medalla de bronce en el Campeonato Europeo de Ciclismo en Ruta de 2022, en la prueba de ruta.
Participó en los Juegos Olímpicos de Tokio 2020, ocupando el sexto lugar en la prueba de persecución por equipos.

## Medallero internacional
| Campeonato Mundial | Campeonato Mundial      | Campeonato Mundial | Campeonato Mundial      |
| Año                | Lugar                   | Medalla            | Competición             |
| ------------------ | ----------------------- | ------------------ | ----------------------- |
| 2017               | Hong Kong (China)       | Medalla de oro     | Scratch                 |
| 2022               | Saint-Quentin (Francia) | Medalla de plata   | Eliminación             |
| Campeonato Europeo |                         |                    |                         |
| Año                | Lugar                   | Medalla            | Competición             |
| 2020               | Plovdiv (Bulgaria)      | Medalla de plata   | Eliminación             |
| 2020               | Plovdiv (Bulgaria)      | Medalla de plata   | Persecución por equipos |
| 2021               | Grenchen (Suiza)        | Medalla de plata   | Persecución por equipos |
| 2021               | Grenchen (Suiza)        | Medalla de bronce  | Ómnium                  |
| 2022               | Múnich (Alemania)       | Medalla de oro     | Ómnium                  |
| 2022               | Múnich (Alemania)       | Medalla de oro     | Madison                 |
| 2022               | Múnich (Alemania)       | Medalla de plata   | Persecución por equipos |

| Campeonato Europeo | Campeonato Europeo | Campeonato Europeo | Campeonato Europeo |
| Año                | Lugar              | Medalla            | Competición        |
| ------------------ | ------------------ | ------------------ | ------------------ |
| 2022               | Múnich (Alemania)  | Medalla de bronce  | Ruta               |

## Palmarés
2022
- 1 etapa del EasyToys Bloeizone Fryslân Tour
- Omloop der Kempen Ladies
- 2.ª en el Campeonato de Italia en Ruta
- 3.ª en el Campeonato Europeo en Ruta